# Shi Shi
Shi Shi este o lucrare foarte veche de astronomie, din lumea chineză, a cărei origine se află în timpul Dinastiei Han. Lucrarea recenzează asterismele cele mai strălucitoare utilizate de astronomii chinezi.
Shi Shi este prima dintr-un grup de trei lucrări care tratează asterismele chineze. Celelalte două, Gan Shi și Wuxian Shi, îi sunt probabil contemporane, dar foarte puțin posterioare. Mai multe elemente favorizează această cronologie:
- Cvasitotalitatea stelelor celor mai strălucitoare sunt catalogate în Shi Shi. Această lucrare este cu siguranță prima care a catalogat stelele de pe cerul nocturn, din care a extras asterismele cele mai evidente ochilor astronomilor din acea epocă.
- Asterismele din Gan Shi și din Wuxian Shi sunt folosite îndeosebi pentru a acoperi zonele rămase neacoperite de Shi Shi, sau pentru a adăuga detalii diferitelor „tablouri” schițate în Shi Shi. De exemplu, Shi Shi descrie Tianshi, o vastă piață cerească din interiorul unei incinte. Piața este deja populată de oficiali descriși în Shi Shi. Diverse detalii sunt adăugate în Gan Shi și în Wuxian Shi, precum este Shilou, un turn înclinat peste piață, Hu și Bodu, etaloane de măsură, Chesi și Tusi, diverse buticuri din piață (respectiv un reparator de șarete, și o măcelărie).
- Cele trei tratate de astronomie fac referire unele la celelalte, dar în mod asimetric: Shi Shi se referă puțin la celelalte două (de 11 ori la Gan Shi și de 4 ori la Wuxian Shi), în timp ce acestea din urmă se referă mai pe larg la Shi Shi (respectiv de 61 și de 56 ori).

## Articole conexe
- Gan Shi
- Wuxian Shi